# Lampria pusilla
Lampria pusilla là một loài ruồi trong họ Asilidae. Lampria pusilla được Macquart miêu tả năm 1838. Loài này phân bố ở vùng Tân nhiệt đới.